# Fuentes de Rubielos
Fuentes de Rubielos é um município da Espanha na província de Teruel, comunidade autónoma de Aragão. Tem 39,08 km² de área e em 2021 tinha 154 habitantes (densidade: 3,9 hab./km²).

## Demografia
| Variação demográfica do município entre 1991 e 2004 | Variação demográfica do município entre 1991 e 2004 | Variação demográfica do município entre 1991 e 2004 | Variação demográfica do município entre 1991 e 2004 |
| --------------------------------------------------- | --------------------------------------------------- | --------------------------------------------------- | --------------------------------------------------- |
| 1991                                                | 1996                                                | 2001                                                | 2004                                                |
| 82                                                  | 83                                                  | 98                                                  | 119                                                 |